# Miarka, la fille à l'ourse (film, 1920)
Pour les articles homonymes, voir Miarka, la fille à l'ourse.
Miarka, la fille à l'ourse est un film français muet réalisé par Louis Mercanton en 1920, d'après le roman et la pièce de théâtre de Jean Richepin.
C'est le dernier film dans lequel joua l'actrice Réjane, elle avait alors 63 ans et mourut quelques semaines plus tard.
C'est également dans ce film (où jouent aussi Charles Vanel et Ivor Novello) que débuta l'acteur Jean Mercanton (le fils de Louis Mercanton), alors âgé seulement de quelques semaines.

## Fiche technique
- Réalisation et production : Louis Mercanton
- Scénario : D'après le roman de Jean Richepin
- Directeur de la photographie : Émile Pierre, Vladimir
- Société de production : Mercanton Films
- Format : Noir et blanc - Muet - 1,33:1 - 35 mm
- Pays de production :  France
- Genre : Drame
- Date de sortie : 
  - France : 19 octobre 1920
  - États-Unis : 14 octobre 1921
  - Finlande : 19 septembre 1921

## Distribution
- Desdemona Mazza : Miarka
- Marie Montbazon: Mlle Octavie, la gouvernante du château
- Ivor Novello : Ivor, le neveu du comte
- Réjane : La Vougne
- Jean Richepin : le Comte de la Roque, le châtelain
- Charles Vanel : Mario, le garde-chasse
- Paul Numa : Monsieur Chenal
- Jean Mercanton : Ivor bébé